# Tatort: Rache-Engel
Rache-Engel ist ein Fernsehfilm aus der Fernseh-Kriminalreihe Tatort der ARD und des ORF. Der Film wurde unter der Regie von Robert Sigl vom Saarländischen Rundfunk produziert. Es ist der 18. und zugleich letzte Fall von Kriminalhauptkommissar Max Palu, gespielt von Jochen Senf, der auch zusammen mit Andreas Föhr und Thomas Letocha das Drehbuch schrieb. Die 614. Tatort-Folge wurde am 13. November 2005 im Ersten erstmals ausgestrahlt.

## Handlung
Nach einer öffentlichen Ehrung für ihr Engagement zur Resozialisierung junger Strafgefangener wird die bundesweit bekannte Stiftungsvorsitzende Vera Schneider unterhalb des Balkons ihrer Villa tot aufgefunden. Der Spurenlage nach wurde sie von einem Eindringling vom Balkon gestoßen.
Kommissar Max Palu und Kollege Stefan Deininger werden zum Tatort gerufen und befragen zunächst Heinz Schneider, den Ehemann des Opfers. Er lebt seit fünf Jahren von seiner Frau getrennt und mit der Adoptivtochter Marion zusammen, die seit ihrem neunten Lebensjahr bei den Schneiders wohnte. Möglicherweise hatte er sich gewaltsam seiner Gattin entledigt, um in Kürze an das nicht unbeträchtliche Vermögen der Stieftochter zu gelangen. Er ist Chef der Firma „Schneider-Werkzeugmaschinen“, die finanziell recht angeschlagen ist. In der Villa finden sich aber auch zahlreiche Spuren von dem Kleinkriminellen Moshi, einem Schützling von Vera Schneider, den sie seit Jahren versucht hatte zu resozialisieren. Doch auch DNA von Eva-Maria Klein, Vera Schneiders Bürochefin der Stiftung, ist am Tatort zu finden.
Unerwartet taucht seit kurzem der „verlorene Sohn“ Martin wieder auf. Er verdächtigt seinen Vater, seine Mutter umgebracht zu haben, und behauptet, sein Jugendfreund Moshi hätte es beobachtet. Als die Polizei ihn diesbezüglich befragen will, ergreift er die Flucht und stürzt sich von einer Brücke aus Angst, dass die Polizei ihn, wie sonst auch immer, verhaften will. Die Presse sieht diesen Freitod als Schuldeingeständnis und der Fall könnte zu den Akten gelegt werden. Palu hat jedoch auch herausgefunden, dass Heinz Schneider sich bereits im Vorfeld an Marions Vermögen bedient hat, was seine Frau bemerkt hatte. Ein nicht unwichtiges Indiz gegen den Witwer. 
Doch Palu recherchiert auch über Eva-Maria Klein und erfährt von der Polizeipsychologin, dass Klein ein ähnliches Schicksal hinter sich hatte wie Vera Schneider. Auch sie wurde von ihrem Mann verlassen, der die Tochter bei sich behalten hatte. Ein Trauma, dass sie veranlasst haben könnte, ihre Chefin von diesem Martyrium erlösen zu wollen. Ehe er diese Spur weiterverfolgen kann, erscheint Marion auf dem Präsidium und gesteht, ihre Mutter umgebracht zu haben. Palu ist sich jedoch sicher, dass dies nicht stimmt, und sucht Eva-Maria Klein auf. Er sagt ihr auf den Kopf zu, dass er sie für die Mörderin hält und dass sie die Tat dann Heinz Schneider in die Schuhe schieben wollte, damit er endlich für all seine Grausamkeiten bestraft würde.
Nachdem Marion, die mehrfach erklärt hatte, nicht ohne Schneider leben zu können, in ihrer Zelle einen Selbstmordversuch unternimmt, sieht sich Palu heimlich in Kleins Wohnung um und versucht, die Frau aus der Reserve zu locken. Er provoziert sie, aber kann ihr nicht das erhoffte Geständnis entlocken. Unerwartet setzt sie ihn mit einem Schlag auf den Hinterkopf außer Gefecht und begibt sich zu Schneider, um ihren Plan endlich zu beenden. Dort ist jedoch Martin bereits dabei, seine Wut über das Geschehene an seinem Vater auszulassen. Als Klein mit einer Pistole bewaffnet erscheint und Heinz Schneider mit der Waffe bedroht, will Martin sie davon abhalten. Es löst sich ein Schuss und trifft den jungen Mann tödlich. Selbst daran gibt die psychotische Frau, die nun aber von der Polizei abgeführt wird, Heinz Schneider die Schuld.
Privat steckt Max Palu in einer Krise, da sich seine Lebensgefährtin Margit von ihm trennen will. Nachdem er durch den Mordfall mit den Problemen einer zerfallenden Familie konfrontiert wird, bemerkt er, wie zerrissen seine eigenen Familienbande sind. Daher entscheidet er sich für sein privates Glück und übergibt Kriminaloberkommissar Stefan Deininger seine „Dienst“-Schlüssel.

## Hintergrund
Für das Drehbuch ist, wie in den Palu-Tatorten Der Entscheider und Teufel im Leib, der Hauptdarsteller Jochen Senf mitverantwortlich. Die Telefilm Saar GmbH produzierte Rache-Engel im Auftrag des SR und drehte den Film unter dem Arbeitstitel Adieu Palu in Courcelles-Chaussy, Saarbrücken, Saargemünd und in Völklingen.
Der Regisseur Robert Sigl erscheint in diesem Tatort in einer Nebenrolle als Paparazzo.
Der Film beinhaltete ursprünglich eine brutale Sexszene mit Alexander Held und Annett Renneberg. Da diese aber bereits am Tag vor der Ausstrahlung durch die Bild-Zeitung bekannt wurde und für entsprechende Empörung sorgte, wurde die Szene kurz vor der Ausstrahlung doch noch entfernt, was wiederum auf Kritik stieß.

## Rezeption

### Einschaltquoten
Rache-Engel erreichte bei seiner Erstausstrahlung am 13. November 2005 insgesamt 7,59 Millionen Zuschauer, was einem Marktanteil von 20,3 Prozent entsprach.

### Kritik
Tilmann P. Gangloff schreibt bei tittelbach.tv: „Der ‚Tatort – Rache-Engel‘ ist so schlecht, dass man Palu keine Träne nachweint. […] Alle wollten es noch mal richtig krachen lassen. Krachledern ist vor allem das Spiel der namhaften Besetzung! […] Dabei ist die Grundidee gar nicht mal schlecht, […] weil man als Zuschauer auch nicht weiß, wer’s war. Allerdings kürzt sich die Liste der Verdächtigen derart rasch radikal zusammen, dass die vermeintlich verblüffende Auflösung nun wirklich keinen mehr überraschen kann. Doch das ist gar nicht das Problem dieses Films: Robert Sigl […] macht den Krimi mehr und mehr zur Posse. Die Schauspieler sind grundsätzlich zu laut und führen sich auf, als grimassierten sie vor distanziertem Publikum auf einer Freilichtbühne. Klaus Peter Webers Kamera zeigt die Personen mit Vorliebe aus extremen Perspektiven, was auf Dauer bloß noch bemüht wirkt. Dabei ist die Besetzung durchaus namhaft (Alexander Held, Sylvester Groth, Renée Soutendijk, Annett Renneberg); aber nicht nur wegen Nikolai Kinski erinnert das Unternehmen mitunter an die alten Edgar-Wallace-Filme.“
Auch TV Spielfilm bewertet diesen Tatort nur als mittelmäßig und meint: „Das Drehbuch zu seinem Abschied schrieb der amts-müde Jochen Senf selbst.“ Es sei „Senfs unaufgeregter Weg in den Ruhestand“.